# بالگوئیج
بالگوئیج (به هلندی: Balgoij) یک منطقهٔ مسکونی در هلند است که در ویخن واقع شده‌است.